# Ой діброво — темний гаю!
«Ой діброво — темний гаю!» — вірш Тараса Шевченка 1860 року, написаний у С.-Петербурзі.

## Написання та автографи
Вірш зберігся за списком В. М. Білозерського з виправленнями Шевченка в «Більшій книжці». Дата в списку: «15 стичня 1860. СПб.». Вірш датується дослідниками за цим списком: 15 січня 1860 роком, та місцем написання — С.-Петербург.
Автограф, з якого вірш переписано до «Більшої книжки», не відомий. Твір позначено цифрою «II», перед ним під порядковим номером «І» рукою В. М. Білозерського переписано вірш «Дівча любе, чорнобриве... ».
Вірш є вільним переспівом української народної пісні «Ой дуброво, дубровонько!..», яка побутувала в Галичині й увійшла до альманаху «Русалка Дністровая» (Будапешт, 1837 рік, стор. 35) та (в латинській транскрипції) до збірки Жеготи Паулі «Pieśni ludu ruskiego w Galicji» (Lwów, 1839 рік, стор. 44). В польському перекладі опублікована у збірці Яна Чечота «Pionski wieśniacze znad Niemna, Dniepra i Dniestra» (N 62).
За яким джерелом зроблено переспів Шевченка, не відомо. Знайомство його з «Русалкою Дністровою» в серпні 1843 року засвідчене в листі П. Я. Лукашевича до І. М. Вагилевича від 21 вересня 1843 року: «Коли Вашу листину получил, той час з паном Шевченком читовали Вашого «Мадея», що єсте напечатали в Будині». Однак близькість переспіву до фольклорного першоджерела доводить, що поет скористався останнім не з пам'яті, а мав перед собою його текст. Можливо, Шевченка познайомив з ним Е. Желіговський, якому була відома збірка Я. Чечота. Про зустрічі Шевченка з Желіговським у С.-Петербурзі свідчать записи в щоденнику Шевченка від 28 березня, 11 квітня, 13 травня 1858 року.

## Публікація
Вперше вірш надруковано за «Більшою книжкою» у виданні: «Кобзарь Тараса Шевченка / Коштом Д. Е. Кожанчикова» 1867 року (СПб., стор. 640).

## Сюжет
Ця поезія є вільним переспівом західноукраїнської народної пісні, вміщеної в альбом «Русалка Дністровая». Поет міг скористатися з цього варіанта або перекладу пісні польською мовою Я. Чечота. Останнє вірогідніше. Шевченко запозичив з пісні тільки сюжетну схему й значно розширив образну систему. 

## Музика
Твір поклали на музику М. В. Лисенко, Я. С. Степовий, Г. М. Хоткевич.